# Ungheria ai XXII Giochi olimpici invernali
L''Ungheria ha partecipato ai XXII Giochi olimpici invernali' svoltisi dal 7 al 23 febbraio 2014 a Soči in Russia, con una delegazione composta da 16 atleti, di cui 7 uomini e 9 donne, impegnati in 5 discipline. Portabandiera alla cerimonia d'apertura è stata la pattinatrice di short track Bernadett Heidum, alla sua seconda Olimpiade. Non sono state conquistate medaglie.